# Looking Down Yosemite Valley, California
Looking Down Yosemite Valley, California est un tableau du peintre germano-américain Albert Bierstadt réalisé en 1865. Cette huile sur toile est un paysage représentant la vallée de Yosemite, une vallée de la Sierra Nevada, en Californie, qui apparaît ici baignée par la lumière dorée d'un coucher de soleil, avec en léger contre-jour Sentinel Rock à gauche et El Capitan à droite. Don de la Birmingham Public Library en 1991, l'œuvre est conservée au Birmingham Museum of Art, à Birmingham, dans l'Alabama.